# 加拿大侵權法
加拿大侵權法（英語：Canadian tort law）涉及加拿大司法管轄範圍內對侵權行為的處理（除魁北克省外）。只要一種行為是導致某人的身體、精神或經濟上受到損失的錯誤作為（wrongful act）或傷害（injury），且其他人可能對此負有法律責任，此行為即屬侵權行為。侵權法的兩個主要類別是蓄意侵權（intentional torts）及非蓄意侵權（unintentional torts）。

## 法律淵源
與大多數普通法國家一樣，加拿大的侵權法主要是法官制定的法律，其中大部分繼承自英國侵權法，並由省級屬規管性質的法律補充，例如省級汽車安全法令。加拿大侵權法的核心並沒有偏離其英國起源，然而，它是在不斷發展的法律領域，例如妨擾（nuisance）、誹謗（defamation）或醫療法律責任（medical liability），加拿大的判例已經自行製定了這些領域。侵權訴訟中的被告人被稱為侵權人（tortfeasor），通常情況下，經濟補償是侵權受害者獲得的。所有侵權行為都需要證明過失（fault）才能確定法律責任，但是，對於不同類型的侵權行為，過失的衡量方式不同。蓄意侵權與非蓄意侵權無意侵權的主要區別在於意圖（intent）。蓄意侵權是指一個人意圖實現特定結果，導致人身傷害或財產損失，而非蓄意侵權，例如疏忽（negligence），則發生在缺乏謹慎責任（duty of care）或可預見性（foreseeability）導致人身傷害或財產損失的情況下。加拿大《刑事法典》的罪行也可能符合普通法的侵權法的條件。然而，大多數受害者不會起訴受刑事控告的人，因為被控人沒有經濟能力償還受害者或因為被控人被監禁。

## 蓄意侵權
除法規排除外，普通法蓄意侵權適用於加拿大。這包括：
- 襲擊（assault）[4]
  - 一個人威脅要與另一個人進行非自願的身體接觸（physical contact）
  - 有合理理由相信（reasonable belief）即將受到傷害的威脅
- 毆打（battery）[5][6]
  - 非自願的直接或間接身體接觸
  - 接觸是蓄意的
- 非法逮捕（false arrest）
  - 剝奪自由（deprivation of liberty）
  - 沒有足夠的理由或使用過度的武力
- 非法禁錮（false imprisonment）
  - 剝奪自由
  - 無合法權限（lack of lawful authority）
- 妨擾（nuisance）
  - 被告人使用其土地時，影響原告人對其土地的使用或享用（use or enjoyment of land）
  - 被告人的活動是對原告人之使用或享用的不合理且重大的侵擾
- 侵入（trespass）[7]
  - 被告人進入原告人的財產
  - 被告人沒有得到佔用人（occupier）明示或默示的同意
  - 被告人管有原告人的個人財產
- 商業或經濟[8]
  - 欺騙（deceit）、欺詐（fraud）及串謀（conspiracy）
  - 侵擾合約
  - 侵擾商業關係
- 蓄意施加精神上的痛苦（intentional infliction of mental distress）[9]
- 誹謗（defamation）

### 私隱
目前，加拿大對侵犯私隱的侵權行為沒有統一的做法。卑詩省、緬尼吐巴省、紐芬蘭省及沙斯卡寸旺省訂定了法定侵權行為。安大略省已經承認存在侵犯私隱權（intrusion upon seclusion）。另一方面，卑詩省認為，根據普通法，該省不存在侵權行為。
對於「歧視」（discrimination）在普通法中是否為侵權行為存在一些爭論。加拿大最高法院在Bhadauria v. Seneca College案中最終駁回了這一要求。法院透過Honda Canada Inc. v. Keays, [2008] 2 S.C.R. 362, 2008 SCC 39進一步審視了這個問題。

## 非蓄意侵權
以下概念可用於判定被告人是否存在疏忽：
- 謹慎責任（duty of care）
  - 可合理預見另一人將受到損害
- 謹慎標準（standard of care）
  - 一個合理的人（reasonable person）在類似情況下會怎麼做
- 因果關係（causation）
  - 被告人實際上造成了該傷害
- 可預見性（英语：Remoteness in English law）（remoteness）
  - 在事件發生時可以合理預見由此造成的傷害或損害

## 延伸閱讀
- Baudouin, Jean-Louis; Linden, Allen M., , Wolters Kluwer, 2010, ISBN 9789041133731[]

## 外部連結
- Analysis of negligence law by Justice Major （页面存档备份，存于）
- Duhaime: Tort Law in Canada - An Introduction （页面存档备份，存于）